# Luis Suárez (football, 1926)
Pour les articles homonymes, voir Luis Suárez et Suárez.
Luis Oswaldo Suárez Cáceres, né à Lima au Pérou le 17 mai 1926 et mort le 7 août 2014, est un footballeur péruvien. Il évoluait au poste de gardien de but.

## Biographie

### Carrière

#### En club
Surnommé El flaco (« le maigre »), Luis Suárez Cáceres s'enrôle très jeune, en 1941, au sein du Lloque Yupanqui, une équipe de quartier du district de Jesús María à Lima. Repéré par Luis Guzmán, joueur emblématique du Deportivo Municipal en 1945, il signe pour ce dernier club. Remplaҫant de Juan Chao Busanich, il profite du départ de ce dernier en Argentine pour devenir titulaire. Il sera vice-champion du Pérou trois fois consécutivement de 1945 à 1947. Il conserve la place de titulaire au point que Busanich, revenu d'Argentine, sera obligé de partir à l'Universitario de Deportes. 
Avec le Deportivo Municipal, il se fait un nom et affronte quelques-uns des attaquants péruviens les plus célèbres des années 1940 et 1950 dont Teodoro Fernández et Valeriano López. En 1950, il est sacré pour la première fois champion du Pérou sous les ordres de Juan Valdivieso et l'année suivante il est encore une fois vice-champion. 
En 1952, il s'engage avec le Mariscal Sucre, club avec lequel il remporte son deuxième sacre en 1953 sous les ordres de Carlos Iturrizaga. Il demeure au sein du club jusqu'en 1957, saison au cours de laquelle il cumule les fonctions d'entraîneur-joueur.
En 1958, il passe au Ciclista Lima, puis continue sa carrière au Centro Iqueño en 1960, dernier club où il met fin à sa carrière en 1963, après un bref retour au Ciclista Lima entre 1961 et 1962.

#### En équipe nationale
Luis Suárez Cáceres participe au championnat sud-américain de football de 1947, en Équateur, compétition où il fait ses débuts en sélection alternant avec Rafael Asca.
Il revient en sélection à l'occasion du championnat sud-américain de 1955 au Chili. Ce sera d'ailleurs sa dernière participation avec l'équipe du Pérou où il reçoit 13 sélections entre 1947 et 1955 (21 buts encaissés).

### Après-football et décès
Médecin de profession, Luis Suárez Cáceres se consacre à son métier avant de se lancer dans la politique. En effet, il devient maire du district de San Juan de Lurigancho à Lima en 1970, puis une deuxième fois entre 1996 et 1998. Il meurt le 7 août 2014.

## Palmarès(joueur)
| Deportivo Municipal - Championnat du Pérou (1) : - Champion : 1950. - Vice-champion : 1945, 1946, 1947 et 1951. |  | Mariscal Sucre - Championnat du Pérou (1) : - Champion : 1953. |